# 瀬崎理奈
瀬崎 理奈（せざき りな、1992年3月6日 - ）は、日本の女子バスケットボール選手である。ポジションはシューティングガード。3x3TOKYO DIME所属。161cm、56kg。

## 人物
福岡県出身。
中村学園女子高校でインターハイ・国体3位を経験。また、U-18日本代表としてアジア選手権準優勝。
拓殖大学進学後、インカレ優勝。
4年時にはユニバーシアード出場。
2014年、羽田ヴィッキーズ入団。
2018年、5人制から引退。3人制の「3x3TOKYO DIME」に所属。

## 経歴
- 津屋崎シーガールズ - 津屋崎中 - 中村学園女子高校 - 拓殖大 - 羽田（2014年〜2018年）

## 日本代表歴
- U-18アジア選手権
- U-19世界選手権
- 2013ユニバーシアード